# John Henry (politico 1750)
John Henry (Vienna, novembre 1750 – Contea di Dorchester, 16 dicembre 1798) è stato un politico statunitense, governatore del Maryland e senatore degli Stati Uniti.
Inizialmente Henry fu membro del partito Federalista. In seguito fece parte del Partito Democratico-Repubblicano e della Chiesa episcopale.
Studiò alla West Nottingham Academy nella contea di Cecil, nel Maryland, e si laureò al College del New Jersey (futura Università di Princeton) nel 1769. Dopo la laurea studiò legge al Middle Temple (una inn of court dove studiavano i barrister inglesi) a Londra. Tornato negli Stati Uniti nel 1775, Henry iniziò a praticare legge nella contea di Dorchester, sua contea natale.
Henry fu eletto prima alla Camera dei delegati del Maryland, dove rimase dal 1777 al 1780, e dopo al Senato del Maryland, dove rimase dal 1780 al 1790. Fu durante questo periodo che venne nominato al congresso continentale in rappresentanza del Maryland dal 1778 al 1780 e dal 1785 al 1786; durante il tempo al congresso entrò a far parte della commissione deputata alla formazione di un governo nel Territorio del nord-ovest. Fu eletto al primo congresso come senatore, mantenendo il seggio dal 1789 al 10 dicembre 1797, giorno in cui rassegnò le dimissioni per ottenere l'ufficio di governatore del Maryland. Fu governatore per un solo anno, dal 1797 al 1798. Si candidò alle elezioni presidenziali statunitensi del 1796 ma conquistò solo due voti.
John Henry morì nella contea di Dorchester nel 1798 e fu seppellito nella Christ Episcopal Church and Cemetery, a Cambridge, nel Maryland.